# الألفية الميلادية الثالثة
في التاريخ المعاصر الألفية الثالثة في التقويم الميلادي هي الألفية الحالية الممتدة من عام 2001 إلى 3000 (القرنين الحادي والعشرين إلى الثلاثين التي بدأت من 1 يناير 2001 وتنتهي في 31 ديسمبر 3000). تسعى الدراسات المستقبلية الجارية إلى فهم ما من المرجح أن يستمر وما الذي يمكن أن يتغير بشكل معقول خلال هذه الفترة وما بعدها.

## خطط
- تخطط ناسا لتنفيذ مهمة بشرية إلى المريخ بين عامي 2031 و2035.
- حددت أهداف خطة الأمم المتحدة لعام 2030 حتى عام 2030.
- تهدف خطة هدف المناخ لعام 2030 للإتحاد الأوروبي إلى خفض إنبعاثات غازات الاحتباس الحراري بنسبة 55% على الأقل بحلول عام 2030. بعد تقديم الخطة في سبتمبر، ستراجع المفوضية الأوروبية، وربما تقترح مراجعة جميع أدوات السياسة ذات الصلة لتحقيق إنبعاثاتها الإضافية تخفيضات بحلول يونيو 2021.
- حدد المجتمع الدولي، بما في ذلك الأمم المتحدة والبنك الدولي والولايات المتحدة، هدف القضاء التام على الفقر المدقع بحلول عام 2030. لاحظ البنك الدولي إنخفاضًا ملحوظًا في معدلات الفقر المدقع منذ عام 1990، ولاحظ أن نهاية الفقر المدقع باتت وشيكة وتعهد بخفضها إلى 3% على الأكثر من سكان العالم بحلول هذا الوقت.
- حددت منظمة الصحة العالمية واليونيسيف هدفًا يتمثل في إتاحة خدمات الصرف الصحي الأساسية للجميع بحلول عام 2030.
- لقد جعلت الأمم المتحدة هدفًا يتمثل في جعل الوصول إلى الإنترنت ومحو الأمية عالميًا بحلول عام 2030.
- دعى البنك الدولي جميع البلدان إلى تطبيق الرعاية الصحية الشاملة بحلول هذا الوقت.
- رؤية السعودية 2030
- رؤية مصر 2030

## أحداث سياسية فيالعالم العربي
- الغزو الأمريكي للعراق في 2003
- حصول محمد البرادعي على جائزة نوبل للسلام
- انتخابات الرئاسة المصرية في 2005
- غرق عبارة السلام في مصر عام 2006
- إعدام الرئيس العراقي السابق صدام حسين عام 2006.
- تعد أبرز الأحداث في هذه الألفية هي موجة ثورات الربيع العربي الأولى في حيث بدأت الموجة الأولى مع نهاية 2010 ثورة الياسمين في تونس وصولا إلى الثورة السورية
- تولي عبد الفتاح السيسي رئاسة جمهورية مصر العربية بعد أحداث 30 يونيو
- موت الملك عبد الله وتولى الملك سلمان بن عبد العزيز آل سعود حكم السعودية عام 2014
- تعويم الجنيه المصري عام 2016
- الموجة الثانية للربيع العربي في 2019 بدأت باحتجاجات في لبنان والعراق والجزائر والسودان أدّت لتغيير الحكومة في كل هذه البلدان و لعل أبرز التغييرات كانت استقالة رئيس الوزراء العراقي آنذاك عادل عبد المهدي وعزل الرئيس السوداني عمر البشير وعدم ترشح بو تفليقة لولاية رئاسية خامسة في الجزائر
- انفجار مرفأ بيروت في 4 آب أغسطس 2020
- عملية طوفان الأقصى في 7 أكتوبر 2023.
- أزمة البحر الأحمر 2023
- معركة دمشق وسقوط نظام الأسد في سوريا في ديسمبر 2024.